# Lijst van rijksmonumenten in Oldenzaal
De gemeente Oldenzaal telt 21 inschrijvingen in het rijksmonumentenregister, hieronder een overzicht. 

## Oldenzaal
De plaats Oldenzaal telt 20 inschrijvingen in het rijksmonumentenregister.
| Object | Oorspronkelijke functie?  | Bouwjaar                      | Architect                   | Locatie                                                  | Coördinaten?                  | Nr.?   | Afbeelding                       |
| --- | ------------------------- | ----------------------------- | --------------------------- | -------------------------------------------------------- | ----------------------------- | ------ | -------------------------------- |
| Voormalig gemeentehuis | Bestuursgebouw en onderdl | 16e eeuw (achterste gedeelte) |                             | Kerkstraat 9                                             | 52° 18' 46" NB, 6° 55' 45" OL | 31417  | Meer afbeeldingen                |
| Sint-Plechelmusbasiliek | Kerk en kerkonderdeel     | laatste helft 12e eeuw        |                             | St. Plechelmusplein 4                                    | 52° 18' 45" NB, 6° 55' 44" OL | 31418  | Meer afbeeldingen                |
| Toren Sint-Plechelmusbasiliek | Kerk en kerkonderdeel     | 13e eeuw                      |                             | St. Plechelmusplein bij 4                                | 52° 18' 45" NB, 6° 55' 42" OL | 31419  | Meer afbeeldingen                |
| Dienstgebouw met afgeronde gevel | Dienstwoning              |                               |                             | Marktstraat 9                                            | 52° 18' 48" NB, 6° 55' 50" OL | 31420  | Dienstgebouw met afgeronde gevel |
| Palthehuis | Woonhuis                  | 17e eeuw                      |                             | Marktstraat 13                                           | 52° 18' 48" NB, 6° 55' 48" OL | 31421  | Meer afbeeldingen                |
| Grote sociëteit | Woonhuis                  | vierde kwart 18e eeuw         |                             | Marktstraat 15                                           | 52° 18' 47" NB, 6° 55' 50" OL | 31422  | Meer afbeeldingen                |
| Michgoriushuis: Huis met gepleisterde topgevel met gebeeldhouwde vleugelstukken op de trappen en eindigend in een driezijdig fronton met pijnappelbekroning | Woonhuis                  | midden 17e eeuw               |                             | Marktstraat 10                                           | 52° 18' 47" NB, 6° 55' 48" OL | 31423  | Meer afbeeldingen                |
| Pand met gepleisterde topgevel afgedekt met zandstenen lijsten                                                                                              | Woonhuis                  | midden 16e eeuw               |                             | Markt 19                                                 | 52° 18' 50" NB, 6° 55' 45" OL | 31424  | Meer afbeeldingen                |
| Pand met aan de voorzijde een gevel met segmentvormige bekroning                                                                                            | Woonhuis                  | 17e eeuw                      |                             | Markt 21                                                 | 52° 18' 50" NB, 6° 55' 46" OL | 31425  | Meer afbeeldingen                |
| Rechthoekig huis met zandstenen raam- en deuromlijstingen                                                                                                   | Woonhuis                  | 1817 (jaartal boven deur)     |                             | Paradijsstraat 2                                         | 52° 18' 46" NB, 6° 55' 53" OL | 31426  | Meer afbeeldingen                |
| Verdiepingsloos gebouwtje | Woonhuis                  |                               |                             | Paradijsstraat 4                                         | 52° 18' 47" NB, 6° 55' 53" OL | 31427  | Meer afbeeldingen                |
| Verdiepingloos gebouwtje | Woonhuis                  |                               |                             | Paradijsstraat 6                                         | 52° 18' 47" NB, 6° 55' 53" OL | 31428  | Meer afbeeldingen                |
| Terrein waarin een grafheuvel | Archeologisch monument    | Neolithicum en/of Bronstijd   |                             |                                                          | 52° 18' 57" NB, 6° 53' 57" OL | 45570  | Upload foto                      |
| Israëlitische begraafplaats | Begraafplaats en -onderdl | 1900                          |                             | Tussen de Lyceumstraat, de Sparstraat en de Carmelstraat | 52° 18' 22" NB, 6° 55' 34" OL | 512029 | Israëlitische begraafplaats      |
| Antonius van Padua | Kerk en kerkonderdeel     | 1912                          | K.L. Croonen                | Spoorstraat 2                                            | 52° 18' 28" NB, 6° 55' 41" OL | 512030 | Meer afbeeldingen                |
| Landhuis "De Haer" | Kasteel, buitenplaats     | 1881                          | waarschijnlijk A. de Maaker | Haerstraat 125                                           | 52° 18' 37" NB, 6° 56' 17" OL | 512031 | Meer afbeeldingen                |
| Jachtopzienerswoning | Dienstwoning              | 1893                          | Karel Muller                | Haerstraat 143                                           | 52° 18' 47" NB, 6° 56' 47" OL | 512032 | Jachtopzienerswoning             |
| Poortgebouw | Begraafplaats en -onderdl | 1922 (gedenksteen)            | Karel Muller                | Hengelosestraat                                          | 52° 18' 29" NB, 6° 55' 1" OL  | 512033 | Poortgebouw                      |
| De Hulst: landhuis | Kasteel, buitenplaats     | 1916                          |                             | Bentheimerstraat 87                                      | 52° 19' 4" NB, 6° 56' 28" OL  | 512922 | De Hulst: landhuis               |
| De Hulst: historische park- en tuinaanleg | Tuin, park en plantsoen   | 1917-1919                     | L.A. Springer               | Bentheimerstraat bij 87                                  | 52° 19' 9" NB, 6° 56' 42" OL  | 530419 | Upload foto                      |

## Gammelke
De plaats Gammelke telt 1 inschrijving in het rijksmonumentenregister.
| Object                       | Oorspronkelijke functie? | Bouwjaar                    | Architect | Locatie | Coördinaten?                  | Nr.?  | Afbeelding  |
| ---------------------------- | ------------------------ | --------------------------- | --------- | ------- | ----------------------------- | ----- | ----------- |
| Terrein waarin 7 grafheuvels | Archeologisch monument   | Neolithicum en/of Bronstijd |           |         | 52° 18' 53" NB, 6° 52' 57" OL | 46006 | Upload foto |

Almelo ·
Borne ·
Dalfsen ·
Deventer ·
Dinkelland ·
Enschede ·
Haaksbergen ·
Hardenberg ·
Hellendoorn ·
Hengelo ·
Hof van Twente ·
Kampen ·
Losser ·
Oldenzaal ·
Olst-Wijhe ·
Ommen ·
Raalte ·
Rijssen-Holten ·
Staphorst ·
Steenwijkerland ·
Tubbergen ·
Twenterand ·
Wierden ·
Zwartewaterland ·
Zwolle